# Ahmad Sa’id Muhammadi
Ahmad Sa’id Muhammadi (arab. أحمد سعيد محمدي)  – egipski zapaśnik walczący w stylu klasycznym. Brązowy medalista igrzysk afrykańskich w 2003. Zdobył trzy medale na mistrzostwach Afryki; złoty w 2003 i 2005. Trzeci na mistrzostwach arabskich w 2002. Szósty w Pucharze Świata w 2001 i 2002 roku.